# Leon Cehak
Leon August Cehak, ps. „Drwęcki”, „Leon Wałęga” (ur. 8 kwietnia 1895 w Przemyślu, zm. 29 marca 1982 w Krakowie) – pułkownik żandarmerii Wojska Polskiego.

## Życiorys
Urodził się 8 kwietnia 1895 w Przemyślu w rodzinie Jana i Marii z d. Fuhrherr. Był młodszym bratem Leopolda (1889–1946), generała brygady. W latach 1902–1906 uczęszczał do czteroklasowej Szkoły Ludowej im. Cesarza Franciszka Józefa I w Przemyślu, następnie do I Gimnazjum z wykładowym językiem polskim w Przemyślu, a w 1907 przeniósł się do gimnazjum na Zasaniu, do którego uczęszczał do 1914. Od września 1909 był piłkarzem Klubu Sportowego „San” w Przemyślu. Uprawiał też narciarstwo i saneczkarstwo. W latach 1913–1914 należał do przemyskiej drużyny sokolej.
Po wybuchu I wojny światowej został zmobilizowany 15 września 1914 do armii austro-węgierskiej i wcielony do 1. kompanii batalionu zapasowego 18 Pułku Piechoty Obrony Krajowej. Od 1 stycznia do 2 marca 1915 przeszedł kurs w szkole oficerów rezerwy przy X Korpusie w Bäsin k. Bratysławy, którą ukończył w stopniu kadeta aspiranta. Jako dowódca plutonu służył kolejno w 8. batalionie marszowym i 3. kompanii 18. pułku strzelców. 1 maja 1915 otrzymał awans na stopień chorążego. 4 maja 1915 został ranny w ofensywie pod Gorlicami. Po powrocie ze szpitala otrzymał przeniesienie do 2. kompanii batalionu zapasowego, a następnie do 3. kompanii 12. batalionu marszowego i 8. kompanii 18 pułku strzelców. 30 października 1915 został ponownie ranny. Na podporucznika został awansowany ze starszeństwem z 1 sierpnia 1916 roku. 28 sierpnia 1916 został po raz trzeci ranny. 1 października 1917 został wysłany na kurs karabinów maszynowych w Sebinje, w którym uczestniczył do 31 grudnia. W 1918 posiadał przydział do 18. pułku strzelców. 1 maja 1918 awansował do stopnia porucznika.
Po zakończeniu I wojny światowej dekretem Wodza Naczelnego Józefa Piłsudskiego z 19 lutego 1919 jako były oficer armii austro-węgierskiej został przyjęty do Wojska Polskiego z dniem 1 stycznia 1918 wraz z zatwierdzeniem posiadanego stopnia porucznika ze starszeństwem z dniem 1 maja 1918 i rozkazem z tego samego dnia 19 lutego 1919 Szefa Sztabu Generalnego płk. Stanisława Hallera mianowany dowódcą kompanii I batalionu 37 pułku piechoty w Przemyślu. 16 października 1919, w stopniu porucznika, został przeniesiony z 37 pułku piechoty do Żandarmerii Wojskowej. W kwietniu 1920 roku został dowódcą Szwadronu Zapasowego Dywizjonu Żandarmerii Wojskowej Nr 7 w Poznaniu. 1 czerwca 1921 roku w dalszym ciągu pełnił służbę w Dywizjonie Żandarmerii Wojskowej Nr 7 w Poznaniu. 3 maja 1922 roku został zweryfikowany w stopniu kapitana ze starszeństwem z dniem 1 czerwca 1919 roku i 51. lokatą w korpusie oficerów żandarmerii, a jego oddziałem macierzystym był wówczas 9 Dywizjon Żandarmerii w Brześciu. W latach 1923–1924 pełnił służbę w 10 Dywizjonie Żandarmerii w Przemyślu. W 1928 roku ponownie w 9 Dywizjonie Żandarmerii w Brześciu. Był dowódcą Plutonu Żandarmerii Pińsk. 28 stycznia 1931 ogłoszono jego przeniesienie do 6 Dywizjonu Żandarmerii we Lwowie na stanowisko kwatermistrza. Później został przesunięty na stanowisko zastępcy dowódcy dywizjonu. Na stopień majora został awansowany ze starszeństwem z 1 stycznia 1936 i 3. lokatą w korpusie oficerów żandarmerii. Od 20 października 1938 do 31 sierpnia 1939 był I zastępcą dowódcy 3 Dywizjonu Żandarmerii w Grodnie.
W czasie kampanii wrześniowej był szefem Żandarmerii Okręgu Korpusu Nr III. W czasie okupacji był kierownikiem Referatu Ruchu Kolejowego w Oddziale II Informacyjno-Wywiadowczym Komendy Głównej Armii Krajowej.
Zmarł 29 marca 1982 w szpitalu wojskowym w Krakowie na niewydolność krążenia. Został pochowany na cmentarzu Rakowickim (kwatera 10B WOJ-IV-6).

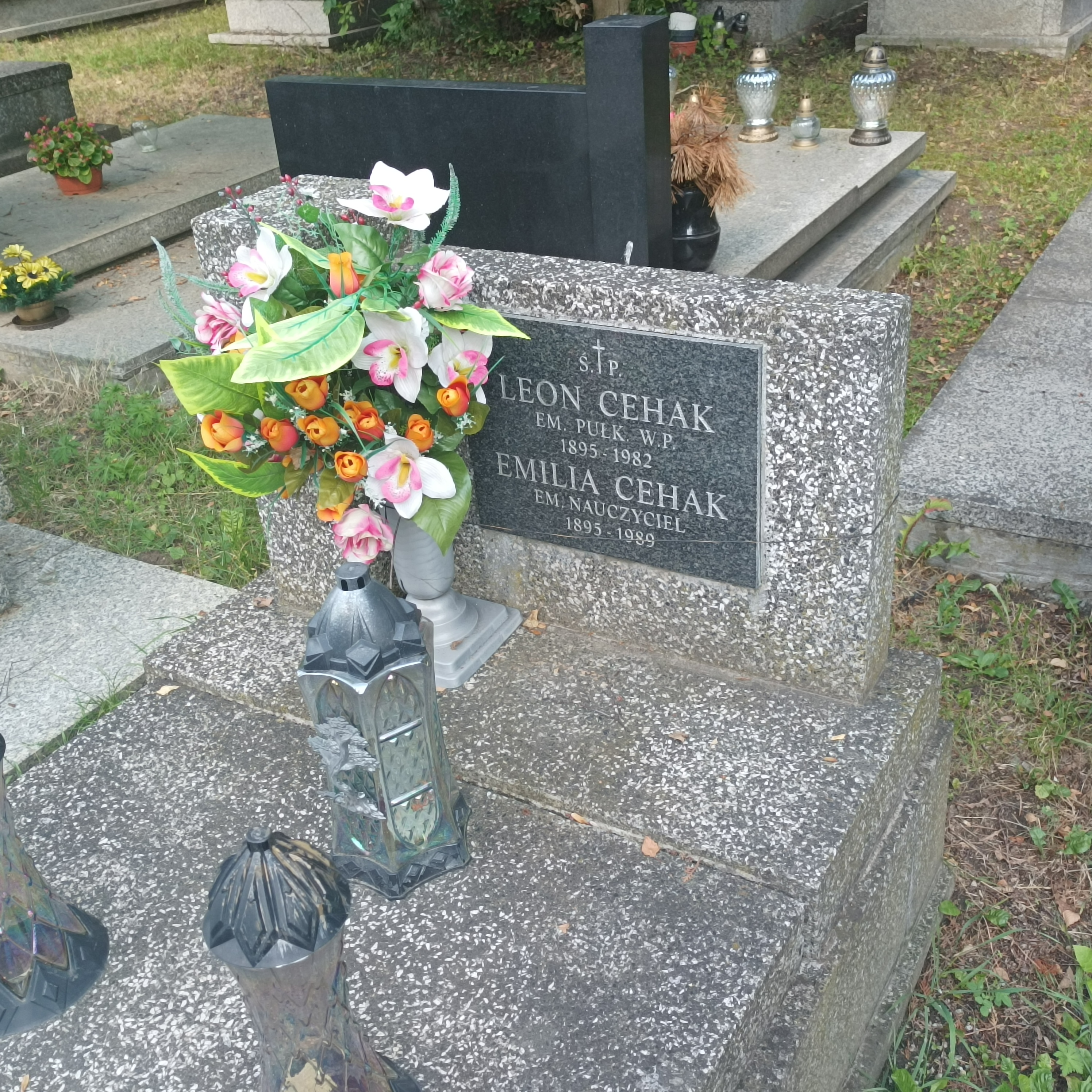
Grób płka Leona Cehaka na cmentarzu wojskowym przy ul. Prandoty w Krakowie

Był dwukrotnie żonaty. Z pierwszą żoną – Emilią z Wałęgów, miał jedynego syna Andrzeja.

## Ordery i odznaczenia
- Krzyż Srebrny Orderu Wojennego Virtuti Militari (1969)[19]
- Krzyż Walecznych
- Złoty Krzyż Zasługi z Mieczami nr 33998 (1949)
- Złoty Krzyż Zasługi (11 listopada 1937)[20]
- Krzyż Partyzancki (1976)[19]
- Medal Pamiątkowy za Wojnę 1918–1921 (1928)
- Srebrny Medal za Długoletnią Służbę (1938)[19]
- Krzyż Armii Krajowej nr 5017 (1969)
- Gwiazda Przemyśla
- Krzyż Obrony Lwowa
- Odznaka pamiątkowa „Orlęta”
- Odznaka Grunwaldzka (1970)
- Odznaka za Rany i Kontuzje (1932)
- Srebrny Medal Waleczności 1 klasy (Austro-Węgry)[21]
- Srebrny Medal Waleczności 2 klasy (Austro-Węgry)[19]
- Krzyż Wojskowy Karola (Austro-Węgry)[19]